# Магнус фон Веддеркоп
Фрідріх Вільгельм Магнус фон Веддеркоп (нім. Friedrich Wilhelm Magnus von Wedderkop; 24 квітня 1882, Ольденбург — 10 листопада 1962, Ганновер) — німецький офіцер, генерал-лейтенант вермахту.

## Біографія
Представник знатного нижньосаксонського роду. Син генерал-майора Прусської армії і судового чиновника Юліуса фон Веддеркопа і його дружини Луїзи, уродженої Цеделіус, дочки генерал-лейтенанта Прусської армії Вільгельма Цеделіуса. Шурин генерала піхоти барона Александра фон Фалькенгаузена.
18 вересня 1900 року вступив у 89-й великогерцогський Мекленбурзький гренадерський полк. В 1906 році став ад'ютантом 3-го батальйону. В 1909/12 роках навчався у Військовій академії. 1 квітня 1913 року призначений у Великий Генштаб. З початком Першої світової війни 2 серпня його переведений в штаб начальника Генштабу діючої армії. З 15 серпня 1916 року — командир роти 18-го піхотного полку. 16 вересня 1916 року переведений в Генштаб 35-ї резервної дивізії. 10 лютого 1917 року в штаб начальника Генштабу діючої армії.
1 липня 1919 року переведений у Великий Генштаб,1 жовтня 1919 року — в Імперське військове міністерство. З 15 квітня 1921 року — командир роти 17-го піхотного полку. 1 жовтня 1922 року переведений в Генштаб командира піхоти 1-го військового округу. З 1 лютого 1926 року — командир 1-го батальону 4-го піхотного полку. 14 листопада 1928 року переведений назад в Імперське військове міністерство. З 1 жовтня 1929 року — 1-й офіцер (начальник оперативного відділу) Генштабу 1-го групового командування. З 1 листопада 1930 року — коендант Кюстріна. 30 вересня 1932 року звільнений у відставку.
1 жовтня 1933 року вступив в службу комплектування і призначений командиром 2-го військового району Габмурга. З 1 травня 1936 року — інспектор інспекції поповнення Гамбурга. 1 жовтня 1937 року зарахований на дійсну службу. 1 травня 1942 року відправлений в командний резерв. 31 липня 1942 року звільнений у відставку. 1 січня 1944 року за наказом гауляйтера Карла Кауфмана очолив традиційні асоціації і військові товариства гау Гамбург.
Магнус був останнім живим представником роду фон Веддеркоп.

## Звання
- Фанен-юнкер (18 вересня 1900)
- Фенріх (18 квітня 1901)
- Лейтенант (27 січня 1902)
- Оберлейтенант (22 березня 1910)
- Гауптман Генштабу (2 серпня 1914)
- Майор (1 березня 1923)
- Оберстлейтенант (1 лютого 1928)
- Оберст (1 грудня 1930)
- Генерал-майор запасу (30 вересня 1932)
- Генерал-майор (1 жовтня 1937)
- Генерал-лейтенант запасу (1 листопада 1939)
- Генерал-лейтенант (1 лютого 1941)

## Нагороди
- Залізний хрест 2-го і 1-го класу
- Орден «За військові заслуги» (Баварія) 4-го класу з мечами
- Орден Альберта (Саксонія), лицарський хрест 1-го класу з мечами
- Орден Фрідріха (Вюртемберг), лицарський хрест 1-го класу з мечами
- Ганзейський хрест (Гамбург)
- Хрест «За військові заслуги» (Мекленбург-Шверін) 2-го і 1-го класу
- Орден Заслуг герцога Петра-Фрідріха-Людвіга, почесний лицарський хрест 2-го класу зі срібною короною
- Військовий хрест Фрідріха-Августа (Ольденбург) 2-го і 1-го класу
- Хрест «За військові заслуги» (Австро-Угорщина) 3-го класу з військовою відзнакою
- Срібна медаль «Імтіяз» з шаблями (Османська імперія)
- Срібна медаль «Ліякат» з шаблями (Османська імперія)
- Галліполійська зірка (Османська імперія)
- Орден «Святий Олександр», офіцерський хрест (Третє Болгарське царство)
- Королівський орден дому Гогенцоллернів, лицарський хрест з мечами
- Хрест «За вислугу років» (Пруссія) (25 років)
- Орден Святого Йоанна (Бранденбург), почесний лицар
- Почесний хрест ветерана війни з мечами
- Медаль «За вислугу років у Вермахті» 4-го, 3-го, 2-го і 1-го класу (25 років)